# Amsacta latimarginalis
Amsacta latimarginalis là một loài bướm đêm thuộc phân họ Arctiinae, họ Erebidae.